# Гловацкий, Антон Вадимович
Анто́н Вади́мович Глова́цкий (6 августа 1988, Магнитогорск) — российский хоккеист, нападающий.

## Биография
Сын хоккеиста Вадима Гловацкого.
Воспитанник магнитогорской школы хоккея. Начал профессиональную карьеру в 2004 году в составе родного «Металлурга», выступая до этого за его фарм-клуб. В 2007 году завоевал с клубом звание чемпиона России. В конце 2008 года ненадолго перешёл в мытищинский «Атлант». Затем 6 лет выступал за различные клубы ВХЛ.
15 июня 2015 года перешёл в «Трактор» в статусе неограниченно свободного агента.

### В сборной
В апреле 2006 выступал за юниорскую сборную на чемпионате мира. В 2007 на чемпионате мира среди молодёжных команд завоевал серебряную медаль. Участвовал в Суперсерии 2007.

## Статистика
| Легенда | Легенда                    | Легенда | Легенда                   | Легенда | Легенда    |
| ------- | -------------------------- | ------- | ------------------------- | ------- | ---------- |
| И       | Количество проведённых игр | Штр     | Штрафное время            | +/−     | Плюс-минус |
| Г       | Голы                       | П       | Голевые передачи          | О       | Очки       |
| -       | Статистика неизвестна      | —       | Статистика не учитывалась |         |            |